# 玉井克哉
玉井 克哉（たまい かつや、1961年3月9日 - ）は、日本の法学者。東京大学先端科学技術研究センター特任教授/信州大学経法学部総合法律学科教授。専門は知的財産法、経済安全保障、行政法、ルール形成戦略。父親は元住友銀行副頭取・阪神鉄道社外取締役の玉井英二。

## 人物
1961年3月、大阪生まれ。麻布中学・高校を経て、1979年東京大学に入学、1983年同法学部卒業。同年4月、学士助手制度を利用し東京大学法学部助手となる。行政法を専攻し、塩野宏教授に師事した。1986年3月、助手論文「ドイツ法治国思想の歴史的構造」を上梓して助手任期を終える。その後学習院大学法学部講師、同助教授を経て1990年4月、東京大学法学部助教授に転任。知的財産法を主たる研究分野とする。1995年10月、学内異動で東京大学先端科学技術研究センター助教授。1997年5月、同教授。2024年12月、同特任教授。現在に至る。
1997年、文部省（当時）に対して「東大先端研方式」を提唱した。またそれを実現する組織として、安念潤司と共に株式会社先端科学技術インキュベーションセンター（略称CASTI、現：東京大学TLO）の設立を主導した。同社は、1998年に施行された技術移転促進法に基づいて承認された最初の技術移転機関の一つとなった。
2016年4月以降、信州大学に経法学部が新設されるのに伴い、同学部教授を兼任している（特任教授、客員教授等ではなく、クロス・アポイントメント制度による正規の「教授」）。また、政策研究大学院大学客員教授を務めており、2007年以来、慶應義塾大学非常勤講師を務めている。2008年4月から2013年3月まで、慶應義塾大学総合政策学部特別招聘教授。2024年12月をもって、東京大学教授を退任し、特任教授に就任した。
2012年6月、日本音楽著作権協会 (JASRAC) 外部理事（2018年6月には退任）。音楽教室での演奏に対し著作権料を徴収するJASRACの方針について「当然の権利主張」であるとの立場を示している。2013年4月1日、弁護士登録（第一東京弁護士会所属）。
経済安全保障分野の開拓者として知られる。2020年9月30日には東京大学先端科学技術研究センター内に「経済安全保障研究プログラム」を創設した。

## 職歴
- 1983年
  - 東京大学法学部卒業[3]
  - 東京大学法学部助手（行政法）[3]
- 1986年 学習院大学法学部講師（行政法）[3]
- 1988年 学習院大学法学部助教授（行政法）[3]
- 1990年 東京大学法学部助教授（行政法・知的財産法）[3]
- 1995年 東京大学先端科学技術研究センター助教授[3]
- 1997年 東京大学先端科学技術研究センター教授（知的財産法）[3]
- 2016年 信州大学経法学部総合法律学科教授[13]
- 2024年 東京大学先端科学技術研究センター特任教授

## 兼職
- 慶應義塾大学特別招聘教授
- 政策研究大学院大学客員教授
- 総務省行政評価局 政策評価・独立行政法人評価委員
- 知的財産研究推進機構 (NPO PRIP Tokyo) 理事
- 三村小松山縣法律事務所 顧問[14]

## 著書

### 共編著
- 『日本の産学連携』宮田由紀夫共編著 玉川大学出版部、2007年、ISBN 978-4472403460
- 『経済安全保障の深層 課題克服の12の論点』兼原信克共編著 日経BP、2023年、ISBN 978-4296118922

### 聞き手
- 『園部逸夫オーラル・ヒストリー：タテ社会をヨコに生きて』園部逸夫述 御厨貴編 苅部直、前田雅英聞き手 法律文化社、2013年、ISBN 978-4589034731

### 部分執筆
- 『研究する大学：何のための知識か』広田照幸ら編 岩波書店、2013年、ISBN 978-4000286145